# Axel Allétru
Axel Allétru né le 5 février 1990 à Lesquin (Hauts-de-France), est un pilote automobile et de motocross, un coureur de BMX, athlète handisport en natation et conférencier professionnel français.

## Biographie
Axel Allétru grandit et suit sa scolarité dans la ville de Lille, dans le nord de la France. Il commence sa carrière sportive à l'âge de cinq ans, ses parents l’inscrivent au club de BMX de Lille Université Club (LUC). Dès 1996, il participe aux championnats d'Europe juniors à Genève en Suisse et décroche le titre de champion d'Europe et vice-champion du monde aux championnats du monde juniors en Angleterre. En 1997, il est vice-champion de France et champion d’Europe aux championnats d'Europe aux Pays-Bas. En 1998, il est vice-champion de France, champion d’Europe en Allemagne et huitième au classement mondial catégorie junior.
En 2000, après avoir décroché le titre de vice-champion au championnat d'Europe de BMX qui se déroule en France, Axel Allétru évolue et se consacre au motocross, inspiré par son père qui pratiquait ce sport. En 2002 il termine troisième du championnat de France Minivert éducatif et en 2004, vice-champion de France puis l'année suivante, Axel Allétru devient champion de France juniors des sables en France. En 2006 il est le vainqueur du Beach-Cross de Berck, et champion du monde juniors en super-cross à Cardiff, en Angleterre. Jonglant entre sa scolarité la semaine et ses engagements sportifs les week-ends, il s’adapte aux aléas des compétitions. Fin 2006, il met fin à ses études pour se consacrer à sa carrière de pilote de motocross. Axel Allétru gravit les échelons nationaux pour représenter la France aux épreuves du championnats du monde MX2,. En 2007, il est le champion du MX International master kid au Luxembourg et enchaine par le titre de vice champion du monde juniors aux Pays-Bas en 2008.
En 2009, il intègre une équipe professionnelle pour la première fois, Team KTM Martens (KTM Factory Racing).

### Accident et reconversion
Le 27 juin 2010, lors du grand prix de Lettonie du championnat du monde de motocross MX2, au bout de quelques minutes de course, Axel Allétru chute et se réceptionne violemment sur les fesses et ressent une onde de choc dans son corps. Cet accident le rend paraplégique, il n’a alors que 20 ans. À la suite de l’annonce de ce diagnostic, il est pris en charge dans un centre de rééducation, après une rééducation physique et mentale acharnée de plusieurs années. Il réussit contre toute attente à remarcher.
Passionné de sport, il s'essaye à plusieurs disciplines en complément de sa rééducation et rapidement la natation s’avère pour lui une reconversion, il se construit une équipe professionnelle dotée d’un entraineur et d’un préparateur physique et mental, s’ensuivent les efforts pour que l'ancien champion de motocross aperçoive les améliorations qui le mèneront vers sa renaissance.
Licencié au Ronchin Olympique-club, il intègre la Fédération française de natation handisport et entreprend une nouvelle carrière en natation. Le 27 juin 2011, un an jour pour jour après son accident, Axel Allétru participe au championnat de France de natation handisport.
En 2016, ses temps lui permettent de postuler aux Jeux paralympiques qui se déroulent à Rio de Janeiro au Brésil. Toutefois, le Comité international paralympique décide de réduire son programme et le 50 mètres papillon, sa discipline principale, ne figure plus dans la liste des épreuves. Malgré la possibilité d'être sur le 100 mètres papillon, estimant ses capacités physiques insuffisantes pour rivaliser, il décide finalement de ne pas participer.

## Activités extra-sportives
Au bout de sept années d’efforts pour renouer avec l’autonomie et le sport de haut niveau, Axel Allétru change de cap, il devient conférencier professionnel en 2017. Au cours de ses conférences et interventions, Axel Allétru partage son histoire en s’appuyant sur son épreuve de paraplégie et son parcours d’athlète de haut niveau.

## Retour au sports mécaniques
Axel Allétru reprend le sport mécanique en 2016. Il finit deuxième lors de la compétition internationale à Pont-de-Vaux en France et en 2017, vainqueur du British enduro championship en Angleterre et vainqueur lors de la compétition internationale (Maxxis SSV Trophy) de Pont-de-Vaux en France en 2018,,. Axel Allétru se qualifie lors du Rallye Morocco desert challenge, pour la participation au Rallye Dakar 2020 et au volant du SSV (Side by Side Vehicule), il parvient à finir premier dans la catégorie des SSV standard et septième dans le classement général des SSV,,.
Le 4 février 2024, il renoue, pour la première fois, avec le pilotage moto en prenant le départ de l'Enduropale du Touquet pour le plaisir de n'effectuer que la longue ligne droite sur la plage jusque Stella-Plage et tenter de réaliser le holeshot (il est 4e),.

## Palmarès

### Championnats Europe
| Discipline / Année | Bénélux 2013 | European masters games |
| ------------------ | ------------ | ---------------------- |
| 50 m papillon      | Or           | Or                     |
| 50 m nage libre    | Or           | Or                     |
| 50 m dos           | —            | Argent                 |
| 100 m nage libre   | Or           | Or                     |
| 200 m 4 nages      | —            | Argent                 |

### Championnats de France
| Édition              | Épreuve       | Épreuve         | Épreuve          | Épreuve       | Épreuve          |
| Édition              | 50 m papillon | 50 m nage libre | 100 m nage libre | 200 m 4 nages | 400 m nage libre |
| -------------------- | ------------- | --------------- | ---------------- | ------------- | ---------------- |
| Montélimar 2011      | Bronze        | —               | —                | —             | —                |
| Angoulême 2012       | Argent        | —               | —                | —             | Argent           |
| Strasbourg 2012      | Or            | Argent          | Argent           | —             | Or               |
| Amiens 2013          | Or            | Bronze          | —                | —             | Or               |
| Hyeres 2013          | Or            | Argent          | Argent           | —             | Or               |
| Aix en Provence 2014 | Or            | Argent          | Argent           | —             | Or               |
| Nancy 2014           | Or            | —               | Bronze           | —             | Or               |
| Dijon 2015           | —             | —               | —                | —             | —                |
| Montluçon 2015       | —             | —               | —                | —             | —                |

### Records
- 2013 : record de France sur le 50 m nage libre en 31 s 02, en championnats de France à Hyères.
- 2014 : record de France sur le 50 m papillon en 32 s 85, record de France sur le 100 m nage libre en 1 min 6 s 42, en championnats de France à Nancy.
- 2015 : record de France sur le 100 m nage libre en 1 min 4 s 75, en championnats de France à Dijon.
- 2016 : record de France sur le 50 m nage libre en 29 s 69 en championnats de France.

## Engagements
En 2013, Axel Allétru est le parrain de l’EPAJ59, une association de soutien aux enfants autistes et à leurs familles. En 2014, il est parrain et animateur du téléthon pour la ville de Seclin. Et en 2016, il est le parrain de la deuxième édition du projet de l'association OJO (L'intégration par le handisport).

## Publications
- Axel Allétru et Riad Kacim (couverture), 28 Principes pour rebondir[25],[26].